# معاون رئیس‌جمهور ترکیه
معاون رئیس‌جمهور ترکیه (به ترکی استانبولی: Türkiye Cumhuriyeti Cumhurbaşkanı Yardımcısı، بعد از رئیس‌جمهور، دومین مقام عالی‌رتبه در قوه مجریه حکومت ترکیه می‌باشد. معاون رئیس‌جمهور همچنین یکی از گروه قانونی کابینه، شورای امنیت ملی و شورای عالی نظامی می‌باشد.
فوات اوکتای نخستین و معاون کنونی رئیس‌جمهور ترکیه از زمان منصوب شدنش به سمت ریاست جمهوری در تاریخ ۹ ژوئیه ۲۰۱۸ می‌باشد

## ریشه
دفتر معاون رئیس‌جمهور با همه‌پرسی اصلاحات قانون اساسی در تاریخ ۱۶ آوریل ۲۰۱۷ تشکیل شد و بعد از انتخابات ریاست جمهوری در سال ۲۰۱۸، وقتیکه رئیس‌جمهور جدید در تاریخ ۹ ژوئیه ۲۰۱۸ روی کار آمد، لازم الاجرا گردید. با همه‌پرسی یادشده، ترکیه از جمهوری پارلمانی به جمهوری ریاستی دگرگون شد. فوات اوکتای از سوی رجب طیب اردوغان رئیس‌جمهور این کشور به عنوان معاون اول رئیس‌جمهور منتخب شد.

## شرایط قانون اساسی
قانون اساسی ترکیه شروط زیر را برای معاونت ریاست جمهوری پیشگویی نموده‌است:
- رئیس‌جمهور بعد از منتخب شدن می‌تواند یک یا چند معاون را منتخب نماید.
- در صورت خالی شدن مقام ریاست جمهوری به هر علت، انتخابات ریاست جمهوری ظرف ۴۵ روز برگزار می‌گردد. معاون رئیس‌جمهور تا منتخب شدن رئیس‌جمهور بعدی به عنوان رئیس‌جمهور عمل می‌کند و از اختیارات او استفاده می‌کند.
- در مواردی که رئیس‌جمهور به علت بیماری یا مسافرت به خارج از کشور به شکل موقت از کارهای خودش غیبت می‌کند، معاون رئیس‌جمهور به عنوان رئیس‌جمهور فعالیت می‌کند و از اختیارات خود استفاده می‌کند.
- معاون رئیس‌جمهور از بین اشخاصی که واجد شروط نمایندگی در پارلمان ترکیه می‌باشند منتخب می‌گردد. معاون رئیس‌جمهور در تقابل مجلس ملی کبیر ترکیه همان‌طور که در ماده ۸۱ آمده‌است عهد و سوگند یاد می‌کند. گروه مجلس ملی بزرگ ترکیه که به عنوان معاون رئیس‌جمهور منتخب شدند، عضویت خود را در پارلمان از دست دادند.

## فهرست معاون‌های رئیس‌جمهور ترکیه (۲۰۱۸ تا کنون)
احزاب سیاسی
      حزب عدالت و توسعه (۱)
| شماره | تصویر       | نام (تولد-فوت)          | مدت          | مدت   | مدت                       | حزب سیاسی     | سمت قبلی                     |
| شماره | تصویر       | نام (تولد-فوت)          | شروع کار     | سمت   | زمان شروع کار تا به امروز | حزب سیاسی     | سمت قبلی                     |
| ----- | ----------- | ----------------------- | ------------ | ----- | ------------------------- | ------------- | ---------------------------- |
| ۱     | فوات اوکتای | فوات اوکتای (زادهٔ ۱۹۶۴) | ۹ ژوئیه ۲۰۱۸ | متصدی | ۶ سال، ۲۴۶ روز            | عدالت و توسعه | معاون وزیر به نخست‌وزیر ترکیه |